# Герб Лугинського району
Герб Луги́нського райо́ну — офіційний символ Лугинського району Житомирської області, затверджений рішенням 1-ї сесії V скликання Лугинської районної ради від 24.05.06 «Про затвердження герба і прапора Лугинського району».

## Опис герба
Щит чотирикутний з півколом в основі, перетятий золотим парканом на синє і зелене поля. У верхньому полі над трьома срібними пагорбами золоте сонце з людським обличчям. 
Щит обрамований декоративним вінком із дубового листя, гілок сосни і хмелю, перевитих синьо-жовтою стрічкою із написом «Лугинський район».